# مقاطعة لورنس (أوهايو)
مقاطعة لورنس (بالإنجليزية: Lawrence County)‏ هي إحدى مقاطعات ولاية أوهايو في الولايات المتحدة الأمريكية.

## أعلام
- دونالد راسيل لونغ